# Лондоко-завод
Лондоко-завод — посёлок (с 1938 по 2001 год — рабочий посёлок) в Облученском районе Еврейской автономной области России. Входит в Теплоозерское городское поселение.
Административный центр бывшего Лондоковского городского поселения.

## География
Расположен в 80 км к западу от областного центра — города Биробиджана, в 76 км к северо-востоку от районного центра — города Облучье.
Река Бира протекает в 2 км южнее посёлка.
Посёлку Лондоко-завод соответствует железнодорожная станция Известковый завод.

## История
Значение слова «Лондоко» («лонгдоко») с языка (эвенков), проживавших здесь ранее, переводится как «сопка» или по другому, более распространенному толкованию — «тигровая падь».
Посёлок городского типа с 1938 года.

## Население
| 1924  | 1939  | 1959  | 1970  | 1979  | 1989  | 1992  |
| ----- | ----- | ----- | ----- | ----- | ----- | ----- |
| 58    | ↗3701 | ↘3550 | ↘2508 | ↘2266 | ↘1902 | ↘1700 |
| 2002  | 2009  | 2010  | 2011  | 2012  | 2013  | 2014  |
| ↘1340 | ↘1251 | ↘1067 | ↘1064 | ↘1026 | ↘991  | ↘964  |
| 2015  | 2016  | 2017  | 2018  | 2019  | 2020  | 2021  |
| ↘949  | ↘938  | ↘917  | ↘885  | ↘861  | ↗865  | ↗1031 |
| 2023  |       |       |       |       |       |       |
| ↘982  |       |       |       |       |       |       |

## Экономика
- ОАО «Лондоковский известковый завод» (ОАО «ЛИЗ»)
- предприятия ЖКХ
- предприятия железнодорожного транспорта

## Транспорт
Железная дорога: станция Известковый завод на линии Чита — Биробиджан — Хабаровск; расстояние до Биробиджана — 80 км, до Облучья — 80 км.
Автомобильные дороги: автотрасса Чита — Хабаровск; расстояние до Биробиджана — 87 км, до Облучья — 76 км.

## Образование
- МДОУ «Детский сад»
- МОУ СОШ № 20
- Высших и средних профессиональных учебных заведений не имеется.

## Медицина
- Облученская районная больница